# جاك هودغينز
جاك هودغينز هو أستاذ جامعي وكاتب ومؤلف كندي، ولد في 3 أكتوبر 1938 في كوموكس في كندا.

## وصلات خارجية
- جاك هودغينز على موقع الموسوعة البريطانية (الإنجليزية)